# LUNACY (專輯)
《LUNACY》是由日本樂團月之海所發行的第7張錄音專輯，於2000年7月發行。

## 概要
- 最初由SUGIZO提議進行無期限製作, 之後於2000年夏季完成的作品。
- 為樂團宣布終幕解散前發行的最後一張錄音室專輯。

## 曲目
全作詞、作曲、編曲：LUNA SEA
1. Be Awake 

原詞曲：SUGIZO。
以數場演唱會取樣的歡呼聲展開。
2. Sweetest Coma Again feat. DJ KRUSH

原曲：J。
007系列電影黑日危机日文版主題曲；並收錄於同名電影原聲帶之中。
歌詞由J和Ryuichi共同創作。
3. gravity
原詞曲：INORAN
4. KISS feat. DJ KRUSH
原詞曲：SUGIZO
5. 4:00AM
原曲：INORAN
6. VIRGIN MARY 

原曲：SUGIZO
7. white out
原曲：INORAN。歌詞以盲目的愛情為主題。
8. a Vision
原曲：J
9. FEEL
原曲：SUGIZO
間奏以小提琴構成、主弦吉他部份以七弦吉他演奏。[1]
10. TONIGHT
原曲：J。為WOWOW電視台2000年歐洲盃足球賽之形象主題曲。
11. Crazy About You
原曲：J。是一首完全無使用合成器、以現場錄音完成的歌曲。[1]